# ترانزستور أحادي الوصلة قابل للبرمجة

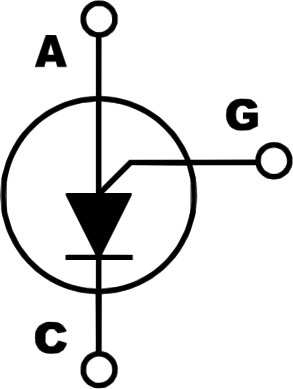
ترانزستور أحادي الوصلة قابل للبرمجة

ترانزستور أحادي الوصلة قابل للبرمجة (بالإنجليزية: (PUT) Programmable unijunction transistor)‏ هو ترانزستور من أشباه الموصلات، يشبه في خصائصه الترانزستور أحادي الوصلة إلا أنه قابل للبرمجة. [بحاجة لمصدر]

## تكوينه

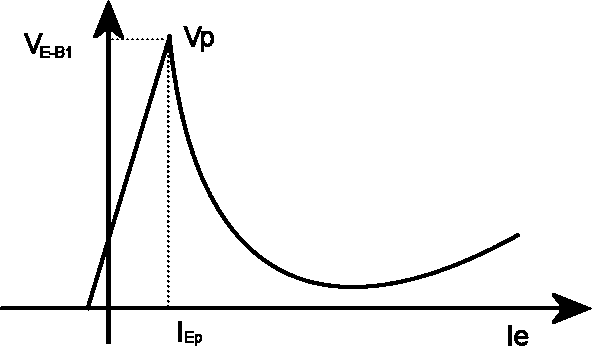

يشبه الترانزستور أحادي الوصلة القابل للبرمجة مقوم السيليكون، ويتكون من أربع طبقات، طبقتين من النوع p وطبقتين من النوع n بنسب متساوية.

## استخداماته

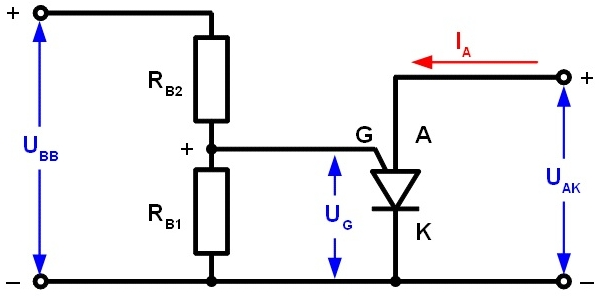

- يتم استخدامه لقيادة الثايرستور.
- كما أنه يستخدم مذبذب تراخِ.